# Helen Keller in Her Story
Helen Keller in Her Story (literalment "Helen Keller en la seva pròpia història"), igualment coneguda amb el títol The Unconquered, és una pel·lícula documental estatunidenca dirigida per Nancy Hamilton el 1954. Aquest documental conta la història de Helen Keller, una escriptora, activista política i conferenciant estatunidenca que tenia la particularitat de ser sorda, muda i cega.
La pel·lícula va obtenir l'Oscar al millor documental.